# Ibn Rashiq

Los reinos de taifas en 1080, con Murcia incorporada por los abadíes de Sevilla.

Abū Muḥammad ‘Abd ar-Raḥmān ibn Rashīq al-Qushayrī (en árabe: أبو محمد عبد الرحمن بن رشيق القشيري‎), más conocido simplemente como Ibn Rashiq, fue un militar y político andalusí que desempeñó el cargo de emir de Murcia entre 1081 y 1088, durante los primeros reinos de taifas.

## Biografía
Ibn Rashiq aparece por primera vez en la historia como valí y amil –gobernador militar– del castillo de Bilch (Vilches), dependiente de la Taifa de Sevilla. Dirigió junto al visir Ibn Ammar las tropas sevillanas durante la guerra contra los tahíridas de la Taifa de Murcia, durante la cual ocupó Cartagena en 1078. Como consecuencia de este revés, el emir murciano Muhámmad ibn Áhmad ibn Tahir fue derrocado y encarcelado por un golpe de Estado, y su hijo Abd ar-Rahman Abu Abd Allah ibn Muhámmad le sucedió en la resistencia a los invasores. En la campaña de 1079, los sevillanos vencieron en Mula, Alicante y Orihuela, dejando la capital taifal sitiada. Ibn Ammar e Ibn Rashiq trabaron amistad durante el asedio, que se prolongó hasta que la ciudad fue tomada en 1079 o 1081. Abd ar-Rahman fue hecho prisionero, pero consiguió escapar hacia Valencia.
Ibn Ammar renunció finalmente a su lealtad al emir sevillano Muhámmad al-Mutámid y se proclamó soberano independiente quizás en 1081. Se puso al frente de una expedición contra la Taifa de Toledo, dejando en Murcia como virrey a Ibn Rashiq, quien le traicionó y se apoderó del trono. Ibn Ammar tuvo que refugiarse en la corte de al-Mutamán de Zaragoza, entrando a su servicio. En cuanto a Ibn Rashiq, su situación era delicada, pues amenazaban su nueva posición las luchas internas dentro de la taifa murciana y la presión de los castellanos, que dominaban un castillo aislado, Aledo, a 60 km al suroeste de Murcia.
Después de la victoria almorávide sobre los cristianos en la batalla de Sagrajas de 1086, Ibn Rashiq tuvo que avenirse a pagar un tributo simbólico a su antiguo señor al-Mutámid. En 1088, una nueva expedición almorávide encabezada por Yúsuf ibn Tašufín negoció un tratado con Sevilla por el que Murcia sería entregada a los norteafricanos, para a continuación marchar contra Aledo, que fue sitiada infructuosamente con el apoyo de sus aliados y vasallos de la península.
Ibn Rashiq trató de atrasar el momento definitivo en que la ciudad debía ser entregada a los almorávides, pero bajo la falsa acusación de haber ayudado a los cristianos asediados en Aledo, fue depuesto y enviado como prisionero ante al-Mutámid. Seguramente fue encarcelado –según Ibn al-Jatib– y todavía estaba vivo cuando los almorávides entraron en Sevilla en 1091 y lo liberaron, sin que se conozca su suerte posterior.